# Pedro Lavín
Pedro Lavín Arkotxa (Ondarroa, 6 gennaio 1948) è un ex calciatore spagnolo.

## Carriera
Cresciuto nella cantera dell'Athletic Bilbao, esordisce subito con la prima squadra, debuttando in Primera División spagnola il 5 settembre 1965 nella partita Athletic-Betis Siviglia (6-1). Milita quindi per quattro stagioni con i rojiblancos, con cui vince una Copa del Generalisimo, ma viene in seguito relegato nella squadra riserve.
Nella stagione 1971-1972 ritorna in Prima divisione grazie al passaggio al Deportivo La Coruna, terminando poi la carriera nelle squadre catalane del Sant Andreu e del Sabadell.

## Palmarès

### Club
- Coppa di Spagna: 1

Athletic Club: 1969